# Falero (arqueiro)
Falero, filho de Alcon foi um dos argonautas. À época de Pausânias (geógrafo), havia altares dele em Atenas.